# Sozomenos
Sozomenos (Salaminios Hermias Sozomenos, n. cca. 400 – d. cca. 450) a fost un istoric al bisericii și avocat bizantin, unul din Părinții Bisericii din secolul al V-lea.  Nu se cunosc exact datele sale de naștere și deces.
S-a născut, probabil, în satul Bethelia, ținutul Gaza, Palestina, dintr-o familie creștină ferventă. A avut o educație monastică, iar după o călătorie la Roma s-a stabilit, în 425, la Constantinopol.
Între 435 - 450 d. Hr., Sozomenos a scris o "Istorie bisericească", în nouă volume, care cuprinde o perioadă cuprinsă între anul 324, în timpul domniei împăratului Constantin cel Mare, până în al 17-lea an al domniei împăratului Teodosiu II (439). Această lucrare conține date prețioase privind Dobrogea și mai ales Tomis.